# Janny Sikazwe
Janny Sikazwe (Kapiri Mposhi, 26 mei 1979) is een Zambiaans voetbalscheidsrechter. Hij is sinds 2007 aangesloten bij de wereldvoetbalbond FIFA. Ook leidt hij wedstrijden in de Zambiaanse nationale competitie en is hij een scheidsrechter bij de Afrikaanse voetbalbond.
Sikazwe leidde reeds wedstrijden in de CAF Confederation Cup (2010) en de CAF Champions League (waaronder duels in 2012, 2013 en 2014). Een van zijn eerste wedstrijden op internationaal clubniveau leidde hij op 14 februari 2010 in de voorronde van de Confederation Cup 2010. Deze wedstrijd tussen het Mozambikaanse Costa do Sol en het Botswaanse Uniao Flamengo Santos FC eindigde in een 2–0 overwinning voor Costa do Sol; Sikazwe deelde vier gele kaarten uit. Hij werd in 2011 aangesteld voor de halve finale van de CAF Confederation Cup van dat jaar tussen Club Africain en Sunshine Stars FC (0–0, geen kaarten). In oktober 2014 stelde de CAF Sikazwe aan als arbiter voor de eerste wedstrijd van de finale (een tweeluik) van de CAF Champions League. Hij kende in het duel (2–2 gelijkspel) in de blessuretijd van de eerste helft een strafschop toe aan AS Vita Club, dat zo terugkwam van een 0–1 achterstand. De tweede wedstrijd van de finale stond onder leiding van de Gambiaan Bakary Gassama.
Janny Sikazwe maakte zijn debuut in het interlandvoetbal op 9 oktober 2011 in een kwalificatiewedstrijd voor het Afrikaans kampioenschap voetbal 2012 tussen Mauritius en Senegal (0–2, één gele kaart). De CAF stelde hem aan voor het duel op het kampioenschap tussen Niger en Tunesië (1–2). Sinds 2011 leidde Sikazwe geregeld interlands en was hij met name actief in diverse kwalificatietoernooien. In december 2014 werd hij geselecteerd als een van de arbiters voor het Afrikaans kampioenschap voetbal 2015 in Equatoriaal-Guinea. Op 20 januari 2015 leidde Sikazwe de groepswedstrijd tussen Mali en Kameroen, die eindigde in een 1–1 gelijkspel.
Sikazwe werd als scheidsrechter aangeduid voor de Afrika Cup 2017. Hij leidde daar 4 wedstrijden waaronder de finale tussen Egypte en Kameroen. Kameroen won de Afrika Cup na een 1–2 overwinning.
Hij werd ook geselecteerd als scheidsrechter voor het Wereldkampioenschap voetbal 2018 in Rusland. Daar leidde hij twee groepswedstrijden.
Op de Afrika Cup 2021 baarde hij opzien door de wedstrijd Tunesië tegen Mali tot twee keer toe te vroeg af te fluiten.

## Interlands
| Datum             | Wedstrijd                    | Uitslag     | Competitie              | Kreeg geel | Kreeg voor de tweede keer geel en dus rood | Weggestuurd |
| ----------------- | ---------------------------- | ----------- | ----------------------- | ---------- | ------------------------------------------ | ----------- |
| 9 oktober 2011    | Mauritius – Senegal          | 0 – 2       | Kwalificatie AK 2012    | 1          | 0                                          | 0           |
| 11 november 2011  | Swaziland – Congo-Kinshasa   | 1 – 3       | Kwalificatie WK 2014    | 0          | 0                                          | 0           |
| 27 januari 2012   | Niger – Tunesië              | 1 – 2       | Afrikaans kampioenschap | 4          | 0                                          | 0           |
| 29 februari 2012  | Madagaskar – Kaapverdië      | 0 – 4       | Kwalificatie AK 2013    | 3          | 0                                          | 0           |
| 3 juni 2012       | Benin – Mali                 | 1 – 0       | Kwalificatie WK 2014    | 3          | 0                                          | 0           |
| 16 juni 2012      | Namibië – Liberia            | 0 – 0       | Kwalificatie AK 2013    | 7          | 0                                          | 0           |
| 8 augustus 2012   | Zambia – Zimbabwe            | 2 – 1       | Vriendschappelijk       | 0          | 0                                          | 0           |
| 8 september 2012  | Gabon – Togo                 | 1 – 1       | Kwalificatie AK 2013    | 6          | 0                                          | 0           |
| 23 januari 2013   | Marokko – Kaapverdië         | 1 – 1       | Afrikaans kampioenschap | 6          | 0                                          | 0           |
| 8 juni 2013       | Gambia – Ivoorkust           | 0 – 3       | Kwalificatie WK 2014    | 4          | 0                                          | 0           |
| 16 juni 2013      | Mozambique – Egypte          | 0 – 1       | Kwalificatie WK 2014    | 2          | 0                                          | 0           |
| 6 juli 2013       | Namibië – Mauritius          | 2 – 1       | COSAFA Cup              | 3          | 0                                          | 0           |
| 13 juli 2013      | Zimbabwe – Malawi            | 1 – 1       | COSAFA Cup              | 2          | 0                                          | 0           |
| 12 oktober 2013   | Burkina Faso – Algerije      | 3 – 2       | Kwalificatie WK 2014    | 2          | 0                                          | 0           |
| 13 januari 2014   | Libië – Ethiopië             | 2 – 0       | African Championship    | 3          | 0                                          | 0           |
| 20 januari 2014   | Marokko – Oeganda            | 3 – 1       | African Championship    | 3          | 0                                          | 0           |
| 29 januari 2014   | Nigeria – Ghana              | 0 – 0       | African Championship    | 7          | 1                                          | 0           |
| 2 augustus 2014   | Malawi – Benin               | 1 – 0       | Kwalificatie AK 2015    | 2          | 0                                          | 0           |
| 10 september 2014 | Botswana – Senegal           | 0 – 2       | Kwalificatie AK 2015    | 2          | 0                                          | 0           |
| 11 oktober 2014   | Soedan – Nigeria             | 1 – 0       | Kwalificatie AK 2015    | 2          | 0                                          | 0           |
| 20 januari 2015   | Mali – Kameroen              | 1 – 1       | Afrikaans kampioenschap | 1          | 0                                          | 0           |
| 1 februari 2015   | Ghana – Guinee               | 3 – 0       | Afrikaans kampioenschap | 5          | 1                                          | 0           |
| 29 maart 2015     | Zuid-Afrika – Nigeria        | 1 – 1       | Vriendschappelijk       | 2          | 0                                          | 0           |
| 5 september 2015  | Gabon – Soedan               | 4 – 0       | Vriendschappelijk       | 2          | 0                                          | 2           |
| 8 september 2015  | Zambia – Gabon               | 1 – 1       | Vriendschappelijk       | 2          | 0                                          | 0           |
| 15 november 2015  | Equatoriaal-Guinea – Marokko | 1 – 0       | Kwalificatie WK 2018    | 2          | 0                                          | 0           |
| 20 januari 2016   | Rwanda – Gabon               | 2 – 1       | Vriendschappelijk       | 0          | 1                                          | 0           |
| 11 juni 2016      | Zimbabwe – Swaziland         | 2 – 2       | COSAFA Cup              | 1          | 0                                          | 0           |
| 18 juni 2016      | Namibië – Botswana           | 1 – 1       | COSAFA Cup              | 1          | 0                                          | 0           |
| 25 juni 2016      | Zuid-Afrika – Botswana       | 3 – 2       | COSAFA Cup              | 3          | 0                                          | 0           |
| 11 oktober 2016   | Zuid-Afrika – Ghana          | 1 – 1       | Vriendschappelijk       | 1          | 0                                          | 0           |
| 12 november 2016  | Mali – Gabon                 | 0 – 0       | Kwalificatie WK 2018    | 4          | 0                                          | 0           |
| 14 januari 2017   | Burkina Faso – Kameroen      | 1 – 1       | Afrikaans kampioenschap | 5          | 0                                          | 0           |
| 20 januari 2017   | Ivoorkust – Congo-Kinshasa   | 2 – 2       | Afrikaans kampioenschap | 1          | 0                                          | 0           |
| 28 januari 2017   | Senegal – Kameroen           | 0 – 0       | Afrikaans kampioenschap | 5          | 0                                          | 0           |
| 5 februari 2017   | Egypte – Kameroen            | 1 – 2       | Afrikaans kampioenschap | 1          | 0                                          | 0           |
| 25 maart 2017     | Zuid-Afrika – Guinee-Bissau  | 3 – 1       | Vriendschappelijk       | 2          | 0                                          | 0           |
| 5 september 2017  | Burkina Faso – Senegal       | 2 – 2       | Kwalificatie WK 2018    | 1          | 1                                          | 0           |
| 7 oktober 2017    | Guinee – Tunesië             | 1 – 4       | Kwalificatie WK 2018    | 4          | 0                                          | 1           |
| 10 november 2017  | Zuid-Afrika – Senegal        | 0 – 2       | Kwalificatie WK 2018    | 3          | O                                          | 0           |
| 13 januari 2018   | Marokko – Mauritanië         | 4 – 0       | Vriendschappelijk       | 3          | 0                                          | 0           |
| 31 januari 2018   | Marokko – Libië              | 3 – 1 (nv.) | Vriendschappelijk       | 4          | 0                                          | 0           |
| 18 juni 2018      | België – Panama              | 3 – 0       | WK 2018 groepsfase      | 8          | 0                                          | 0           |
| 28 juni 2018      | Japan – Polen                | 0 – 1       | WK 2018 groepsfase      | 1          | 0                                          | 0           |

Laatste wijziging op 18 juni 2018